# Seunghee
Hyun Seung-hee (koreanisch 현승희, geboren am 25. Januar 1996 in Chuncheon, Provinz Gangwon-do), besser bekannt unter ihrem Künstlernamen Seunghee (koreanisch 승희), ist eine südkoreanische Sängerin, Schauspielerin, Model und MC. Sie ist Mitglied der südkoreanischen Girlgroup Oh My Girl.

## Biografie
Seunghee wurde in Südkorea geboren. Ihr Vorname Seung-hee (koreanisch 승희) bedeutet „gewinne und glänze“. Sie hat eine ältere Schwester, Hyun Che-hee.
Seunghee besuchte die Cheonjeon Elementary School und die Yubong Girls‘ Middle School in Chuncheon. Seunghee war seit 2012 Trainee bei Brave Entertainment, bevor sie Ende 2014 zu WM Entertainment wechselte. 2014 absolvierte sie die Korea Art High School (Abteilung für Musik) in Seoul.

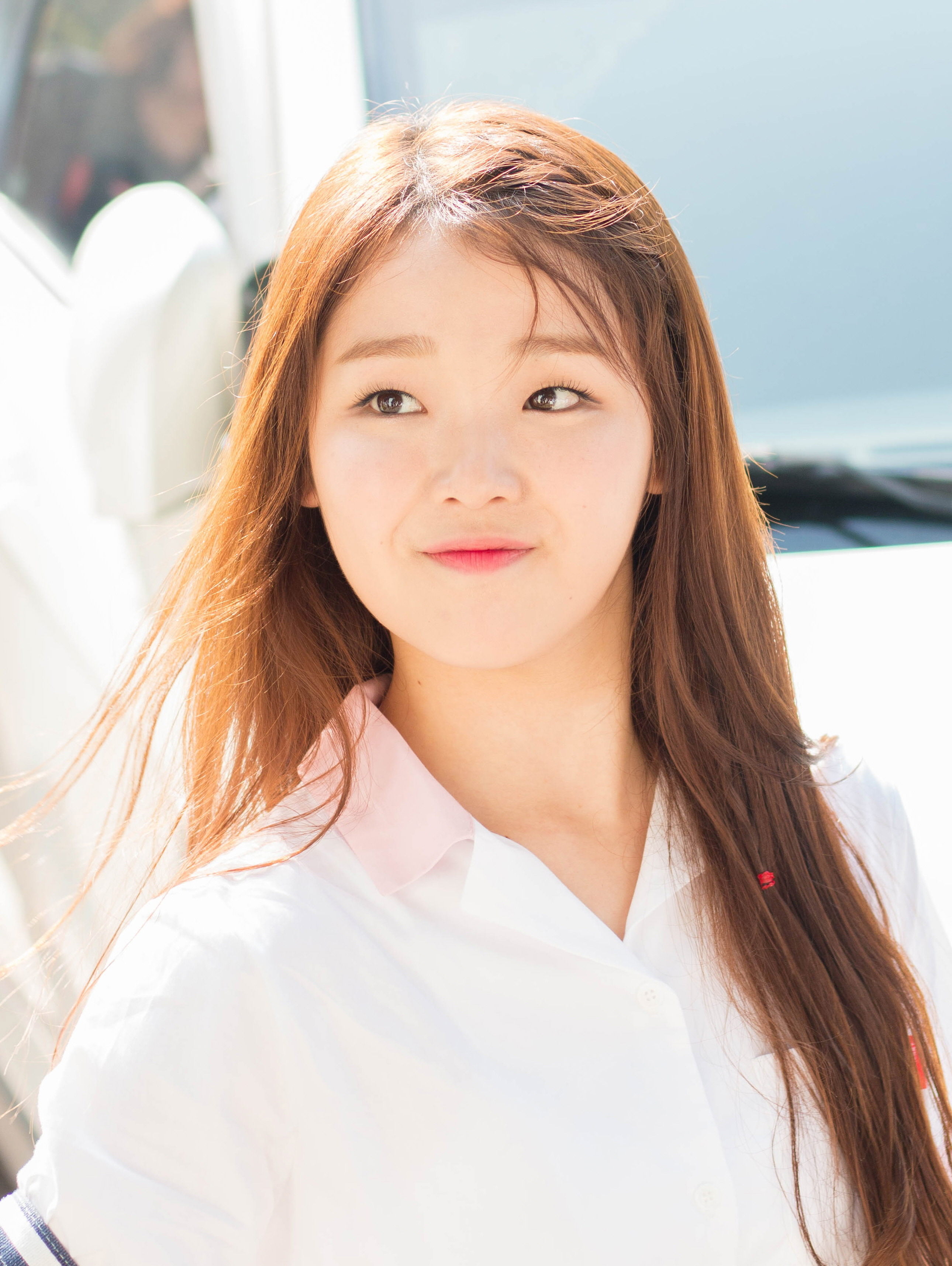
Seunghee im August 2016

### Karriere als Sängerin
Im Alter von elf Jahren nahm Seunghee 2007 am National Singing Contest teil und belegte den zweiten Platz. Im gleichen Jahr trat sie unter ihrem Spitznamen BoA auch bei Star King des Fernsehsenders SBS auf.
2010 erreichte sie einen Platz unter den Top 12 beim Superstar K 2 von Mnet.
Am 20. April 2015 debütierte Seunghee als Mitglied von Oh My Girl.

### Karriere als Schauspielerin
2015 erhielt Seunghee ihre erste Hauptrolle als Hyun Seung-hee in der Fernsehserie Loss:Time:Life.
Ab dem 20. April 2020 wurde auf KBS das K-Drama Turtle Channel gesendet, in dem Seunghee mit Bit-na eine der Hauptrollen besetzt hatte.
Am 18. Januar 2023 wurde veröffentlicht, dass Seunghee im K-Drama Oasis als Ham Yang-ja (Nebenrolle) besetzt wurde. Im selben Jahr wurde bekannt gegeben, dass Seunghee für Jeongnyeon gecastet wurde. Das 16-teilige K-Drama Oasis wurde vom 6. März 2023 bis 25. April 2023 jeweils am Montag und Dienstag auf KBS2 gesendet.
WM Entertainment teilte am 19. Februar 2024 mit, dass Seunghee im K-Drame Jeongnyeon eine der Nebenrollen übernehmen würde.
Im 12-teiligen Jeongnyeon: The Star Is Born spielt Seunghee die Rolle der Forschungsstudentin Park Cho-rok. Das K-Drama wurde auf tvN vom 12. Oktober 2024 bis 17. November 2024 jeden Samstag und Sonntag ausgestrahlt.

### Karriere als Model
Seunghee wurde als Model für Fotoserien in folgendem Magazin gebucht:
- Marie Claire (französische Frauenzeitschrift), Novemberausgabe 2020 (gemeinsam mit Yubin)[21][22]
- Singles (südkoreanisches Lifestyle-Magazin), Ausgabe April 2025 (mit Interview, mit Oh My Girl)[23]

### Karriere als Moderatorin
Seit 2020 hat Seunghee als Schauspielerin und Moderatorin in zahlreichen Fernsehsendungen mitgewirkt. Von 2020 bis 2021 wirkte Seunghee als Mentaltrainer und Moderator in der KBS2-Fernsehserie Not Soccer or Baseball mit.
Am 3. Februar 2021 wurde Seunghee als Moderator für Upgrade Human von tvN bestätigt. Am 4. Februar 2021 wurde Seunghee als MC für die Unterhaltungssendung Friends von Channel A bekannt gegeben. Am 10. September 2021 wurde veröffentlicht, dass Seunghee an der Musikshow The Listen: The Wind Blows des Senders SBS teilnehmen wird.
Am 25. Januar 2022 wurde Seunghee als MC für My Teenage Girl von MBC bestätigt.

### Karriere als Werbemodel
Im November 2019 warb Seunghee für die Kosmetikserie Holiday Limited Edition der New Yorker Kosmetik-Firma Kiehl’s in Seoul.
Im September 2020 wurde sie für einen Werbespot von McDonald’s Korea ausgewählt. Am 25. September 2020 wurde der Werbespot auf YouTube veröffentlicht.
Im August 2021 hat Seunghee als Werbemodel im Werbespot für das Samsung Galaxy Z Fold3 mitgewirkt.
Im August 2022 wurde Seunghee gemeinsam mit Hyojung ausgewählt, an Samsungs Werbesingle Flip It Up für das Galaxy Z Fold4 und Flip4 mitzuwirken. Am 26. August 2022 wurde die digitale Werbesingle veröffentlicht. Am 7. September 2022 wurde der zugehörige Werbespot auf Youtube hochgeladen.

## Philanthropie
Im März 2021 spendete Seunghee 1,25 Millionen KRW (ca. 860 Euro) an die internationale Organisation Save the Children. Am 30. Dezember 2021 wurde bekannt gegeben, dass Seunghee anonym 20 Millionen KRW (ca. 14.000 Euro) zur Unterstützung Bedürftiger gespendet hat.
Am 23. Dezember 2022 spendete Seunghee beim Million Angels Sharing der Korea Pediatric Cancer Foundation 20 Millionen KRW, um krebskranke Kinder zu unterstützen.

## Filmografie
Serien
- 2015: Loss:Time:Life
- 2020: Turtle Channel
- 2023: Oasis
- 2024: Jeongnyeon: The Star Is Born

## Auszeichnungen
- 2020: KBS Entertainment Awards – Best Entertainer Award für Not Soccer or Baseball[38][39]
- 2025: Korea First Brand Awards – Idol Actress[40][41]